# Psykiatrisjuksköterska
En psykiatrisjuksköterska är i Sverige en sjuksköterska, som utöver den treåriga grundutbildningen även har en ettårig specialistutbildning i psykiatrisk omvårdnad och psykiatri. 
Termen psykiatrisjuksköterska avser således i första hand en specialistsjuksköterska med inriktning psykiatrisk vård. Det förekommer att termen används om grundutbildade sjuksköterskor som arbetar i psykiatrisk vård men det får anses vara olämpligt då det lätt leder till missförstånd. Tidigare möjligheter att genomgå en kortare utbildning till psykiatrisjuksköterska, utan behörighet att arbeta inom andra vårdområden, har numera avskaffats. 
Psykiatrisjuksköterskor arbetar på psykiatriska vårdavdelningar, akutmottagningar, öppenvårdsmottagningar eller i mobila team. Det kan handla om akutvård, rehabilitering, äldrepsykiatri, barn- och ungdomspsykiatri eller missbruksvård. Psykiatrisjuksköterskor är även efterfrågade i kommunal omsorgsverksamhet.
I Sverige har sjuksköterskor arbetat inom psykiatrisk vård sedan andra hälften av 1800-talet. Länge var dock antalet sjuksköterskor begränsat, eftersom omvårdnadspersonalen i första hand bestod av skötare. Medicindelning och arbetsledning sköttes då i stor utsträckning av vidareutbildade skötare, som förste skötare och överskötare. Numera har dessa arbetsuppgifter övertagits av sjuksköteterskor, varav en del har specialistutbildning i psykiatri.
I Sverige är Psykiatriska Riksföreningen för Sjuksköterskor en intresseförening för psykiatrisjuksköterskor.